# Callopistria doleschalli
Callopistria doleschalli là một loài bướm đêm trong họ Noctuidae.